# Нова Злоторія
Нова Злоторія (пол. Nowa Złotoria) — село в Польщі, у гміні Заремби-Косьцельні Островського повіту Мазовецького воєводства.
Населення — 158 осіб (2011).
У 1975-1998 роках село належало до Ломжинського воєводства.

## Демографія
Демографічна структура станом на 31 березня 2011 року:
|          | Загалом | Допрацездатний вік | Працездатний вік | Постпрацездатний вік |
| -------- | ------- | ------------------ | ---------------- | -------------------- |
| Чоловіки | 77      | 16                 | 48               | 13                   |
| Жінки    | 81      | 13                 | 41               | 27                   |
| Разом    | 158     | 29                 | 89               | 40                   |